# Dobrohirske, Verhnodniprovsk
Dobrohirske (în ucraineană Доброгірське) este un sat în comuna Dmîtrivka din raionul Verhnodniprovsk, regiunea Dnipropetrovsk, Ucraina.

## Demografie
Componența lingvistică a localității Dobrohirske
     Ucraineană (90,65%)
     Rusă (8,63%)
     Alte limbi (0,72%)
Conform recensământului din 2001, majoritatea populației localității Dobrohirske era vorbitoare de ucraineană (90,65%), existând în minoritate și vorbitori de rusă (8,63%).